# Mattsopare

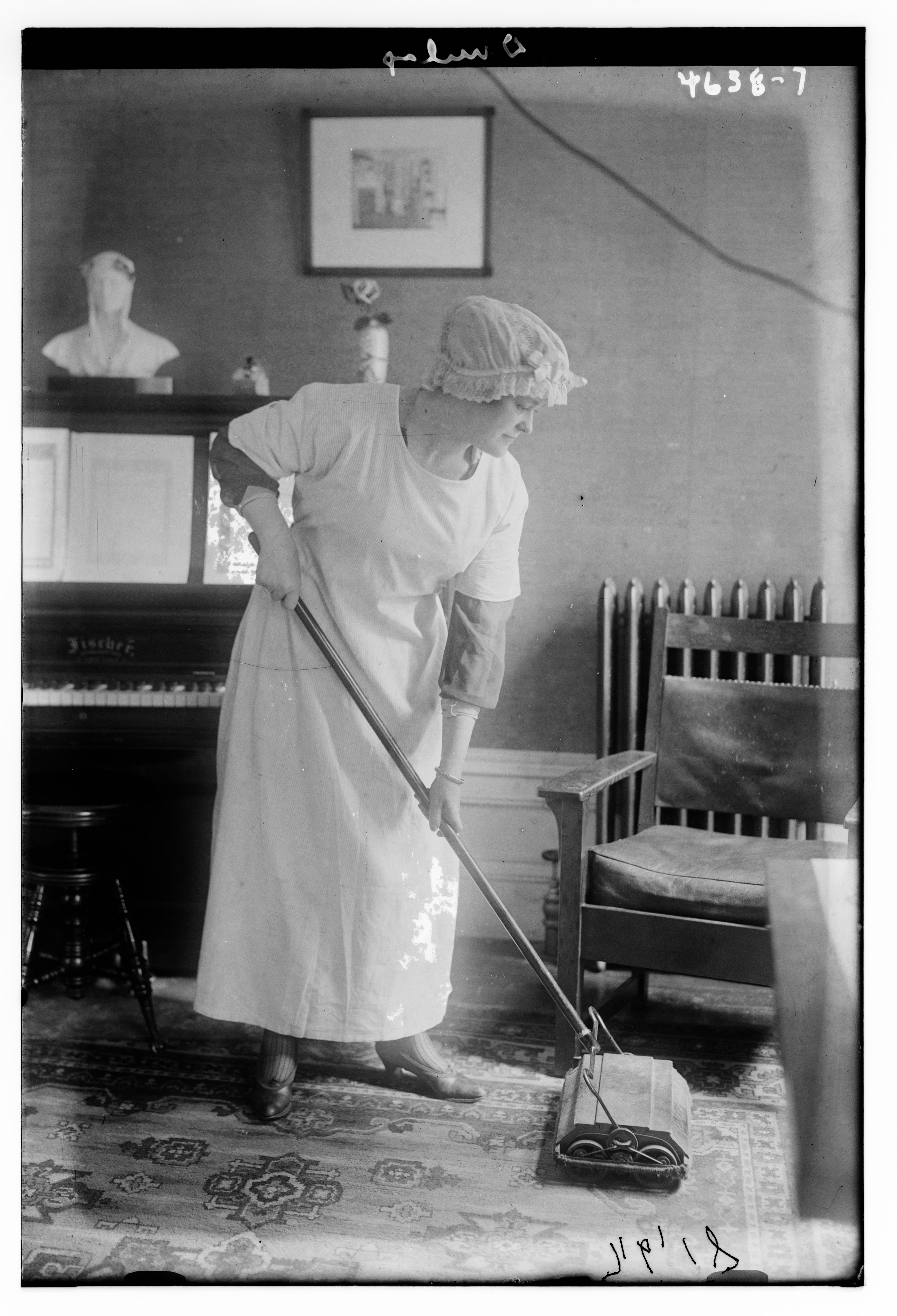
Kvinna använder Mattsopare

Mattsopare eller golv- och mattsopare är ett städredskap som med hjälp av roterande borstar fångar upp skräp och damm från golv och mattor till en behållare.
Mattsopare började tillverkas och säljas 1883 efter ett patent från 1876 av Melville R. Bissell från USA. Mattsoparens popularitet har varierat i olika länder och under olika tider, mycket påverkat av hur konkurrenten dammsugaren utvecklats och spridits. Den kan idag ses som ett komplement till dammsugaren eller ett alternativ när el saknas. Mattsopare finns numera i en eldriven variant med uppladdningsbara batterier.
I Sverige har mattsopare också kallats för Amanda efter en populär produktmodell från 1960- och 1970-talen.